# Missa negra
La missa negra és un acte que suposadament se celebra durant l'aquelarre, com a paròdia sacrílega de la missa catòlica. Inicialment fou una forma d'hostilitat contra l'església i progressivament va anar evolucionar i adoptant la forma de culte satànic. Durant el segle xix la missa negra va ser popularitzada per la literatura francesa, en llibres com La Sorcière, de Jules Michelet, i Là-bas, de Joris-Karl Huysmans.